# Бадин
Бадин (слч. Badín) насељено је мјесто са административним статусом сеоске општине (слч. obec) у округу Банска Бистрица, у Банскобистричком крају, Словачка Република.

## Становништво
| Година:    | 1994. | 2004.   | 2014.    | 2024.    |
| ---------- | ----- | ------- | -------- | -------- |
| Број људи: | 1581  | 1694    | 1928     | 2152     |
| Разлика:   |       | +7,14 % | +13,81 % | +11,61 % |

| Година:    | 2023. | 2024.   |
| ---------- | ----- | ------- |
| Број људи: | 2127  | 2152    |
| Разлика:   |       | +1,17 % |

Према подацима о броју становника из 2011. године насеље је имало 1.831 становника.